# William Duddell
William Du Bois Duddell (Kensington, Londres, 1 de julho de 1872 — Londres, 4 de novembro de 1917) foi um físico e engenheiro eletricista britânico. Foi educado privadamente no Reino Unido e na França e recebeu uma bolsa de estudos para a City & Guilds. Suas invenções incluem um osciloscópio de bobina móvel, bem como os termos amperímetro e galvanômetro.

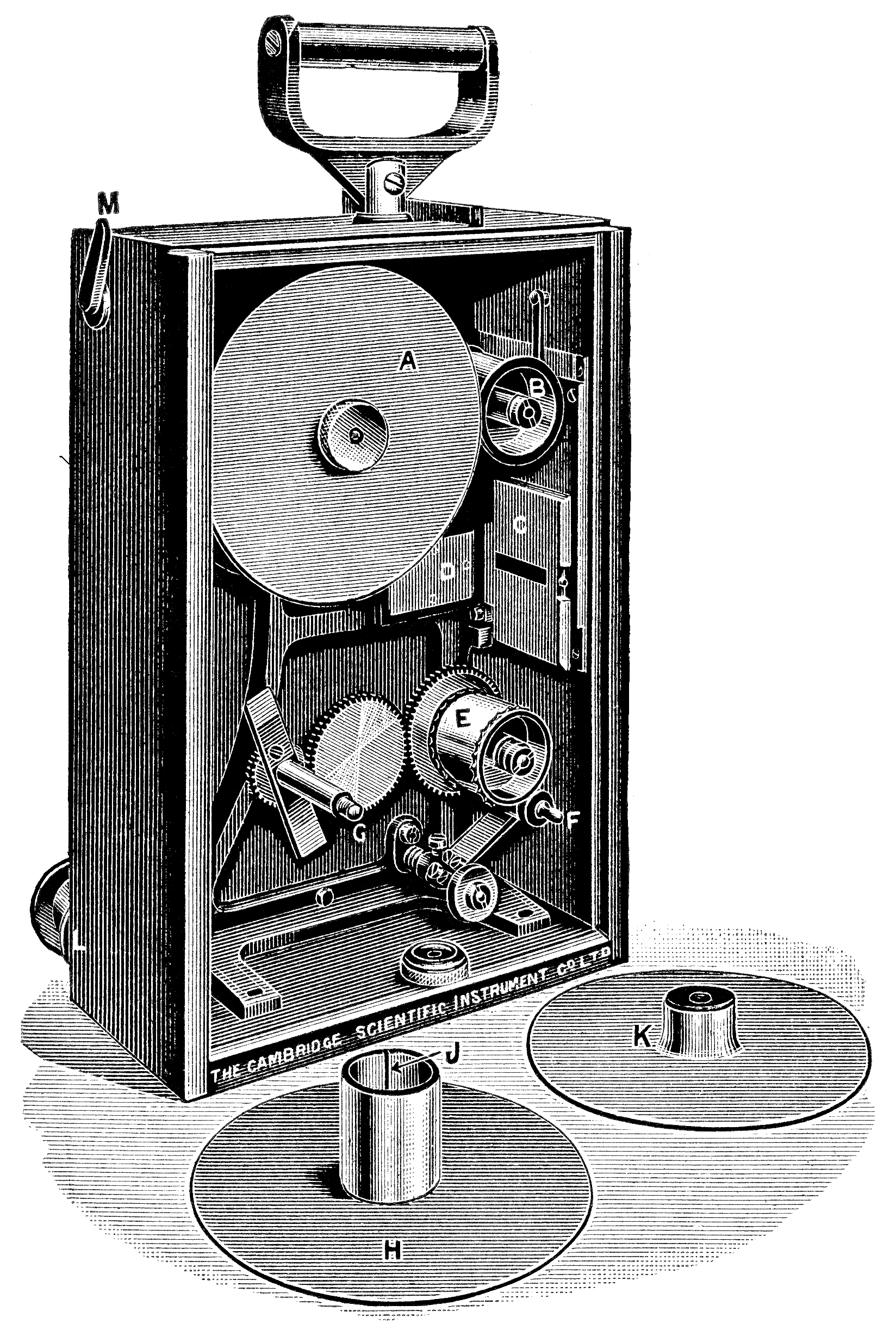

Antes da invenção da lâmpada incandescente, lâmpadas a arco foram usadas para iluminar as ruas. Nestas a luz era produzida por meio de um arco elétrico entre dois eletrodos de carbono. Estas lâmpadas também produziam um zumbido constante audível. Duddell foi nomeado em 1899 para resolver este problema. Como resultado de sua pesquisa (através do qual ele mostrou que o zumbido era causado por uma corrente elétrica flutuante), inventou o arco de canto, o que poderia gerar notas musicais por meio de um teclado que interrompe oscilações em um circuito, tornando-se um dos primeiros exemplos de música eletrônica, e o primeiro que não usar o telefone como um amplificador e alto-falante.
Quando Duddell exibiu o canto do arco para a Instituição de Engenheiros Elétricos Londres, lâmpadas de arco no mesmo circuito em outros edifícios foram observadas para tocar os sons da máquina de Duddell. Apesar do potencial da música entregues através da rede de iluminação, Duddell não capitalizou a sua descoberta como algo mais do que uma novidade.
Duddell foi eleito membro da Royal Society em 1907.